# Novazzano
Novazzano je obec na jihu Švýcarska v kantonu Ticino, blízko hranic s Itálií. Žije zde přibližně 2 400 obyvatel. Nachází se v nejjižnější části Švýcarska, nedaleko italského města Como.

## Geografie
Obec leží v nadmořské výšce přibližně 345 m na hranicích s Itálií, 6 km jižně od stanice Mendrisio na Gotthardské dráze. Obec zahrnuje místní části Brusata, Gaggio, Boscherina, Casate, Canova, Castel di Sotto a Pobia.
Sousedními obcemi jsou Mendrisio a Coldrerio na severu, Balerna na východě, Chiasso, Bizzarone (v italské provincii Como), Uggiate-Trevano (provincie Como) na jihu a Ronago (provincie Como) na západě.

## Historie

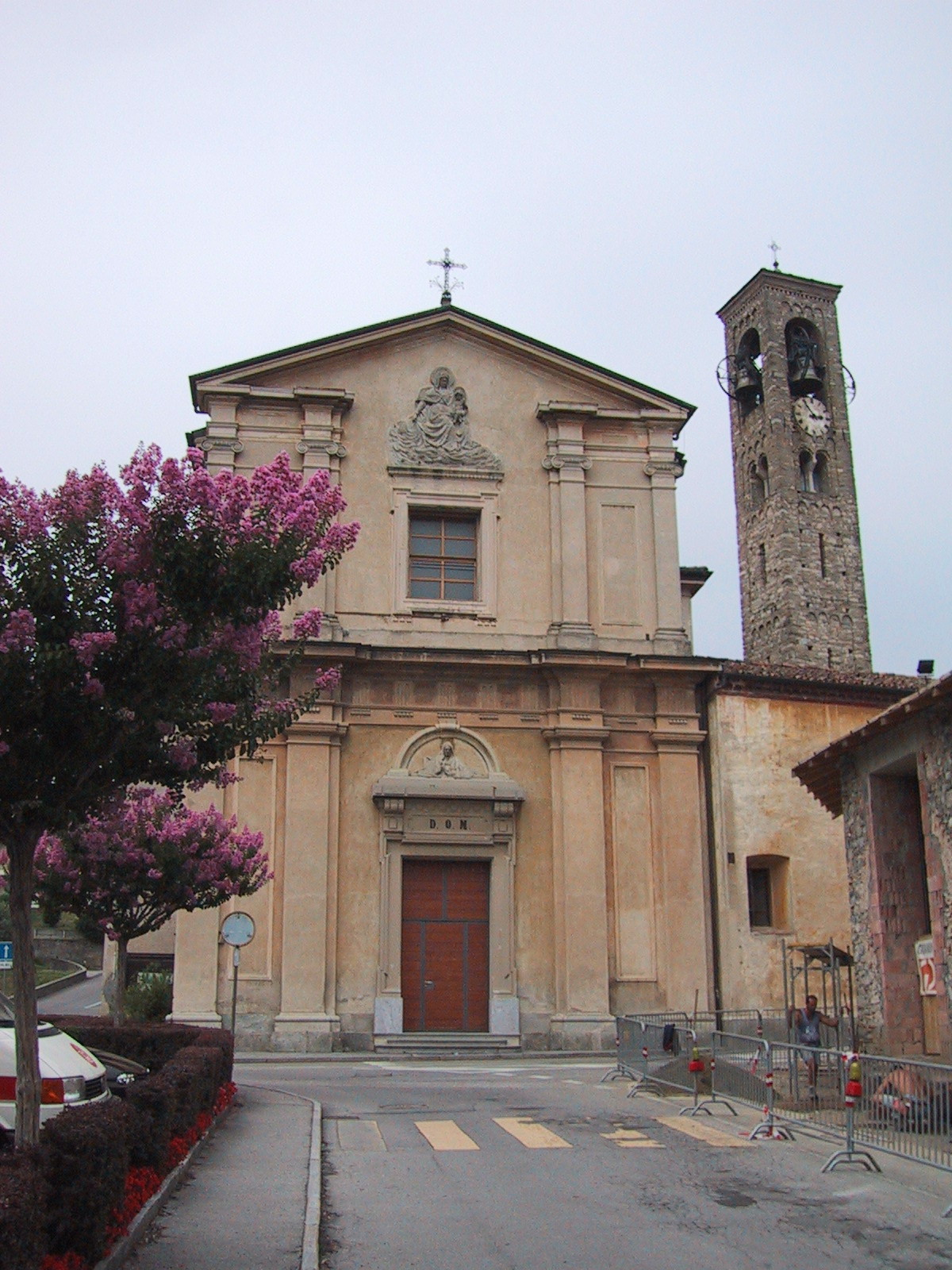
Kostel

Poprvé se obec připomíná v roce 875 jako Nepotiano, a to podle šlechtického rodu De Novezano. Roku 1152 je pak zmiňována jako Novezano.
Vesnice byla osídlena již v etruském a římském období. Biskup z Coma zde měl základní práva, která potvrdil Jindřich III. Černý v letech 1043 a 1055. Novazzano bylo v roce 1170 přiděleno hrabství Seprio.
V roce 1567 se obec oddělila od Pieve of Balerna, pod jejíž světskou a církevní správu dosud patřila, a stala se samostatnou farností. Farní kostel San Quirico e Giulitta (ve 13. století San Giovanni e Quirico) je doložen od roku 1330, ale je staršího původu (románská zvonice z 12. století). Byl přestavěn v letech 1776–1779 a naposledy renovován a archeologicky zkoumán v letech 1998–1999. Obec, v níž dříve převládalo zemědělství, zažila od 50. let 20. století značný rozmach průmyslu (oděvní průmysl, přesné strojírenství) a silný nárůst počtu obyvatel.

## Obyvatelstvo
| Rok            | 1591 | 1723 | 1801 | 1850 | 1900 | 1950 | 2000 | 2010 | 2020 |
| Počet obyvatel | 450  | 603  | 698  | 1038 | 1254 | 1340 | 2369 | 2405 | 2338 |

Obec se nachází v jižní části kantonu Ticino, která je jednou z italsky mluvících oblastí Švýcarska. Převážná většina obyvatel obce tak hovoří italsky.

## Hospodářství a doprava
Obec leží v blízkosti hranicí s Itálií, tranzitní a celní doprava má proto velký význam. V roce 2005 tvořil sekundární sektor více než polovinu pracovních míst, z nichž většinu obsadili přeshraniční pracovníci z Itálie.

## Osobnosti
- Carlo Fontana (1638–1714), italský barokní architekt a sochař švýcarského původu